# Such a Little Queen
Such a Little Queen er en amerikansk stumfilm fra 1914 af Edwin S. Porter og Hugh Ford.

## Medvirkende
- Mary Pickford som Anna Victoria.
- Carlyle Blackwell som Stephen.
- Harold Lockwood som Robert Trainor.
- Russell Bassett.
- Arthur Hoops som Eugene.